# Gniazdo procesora

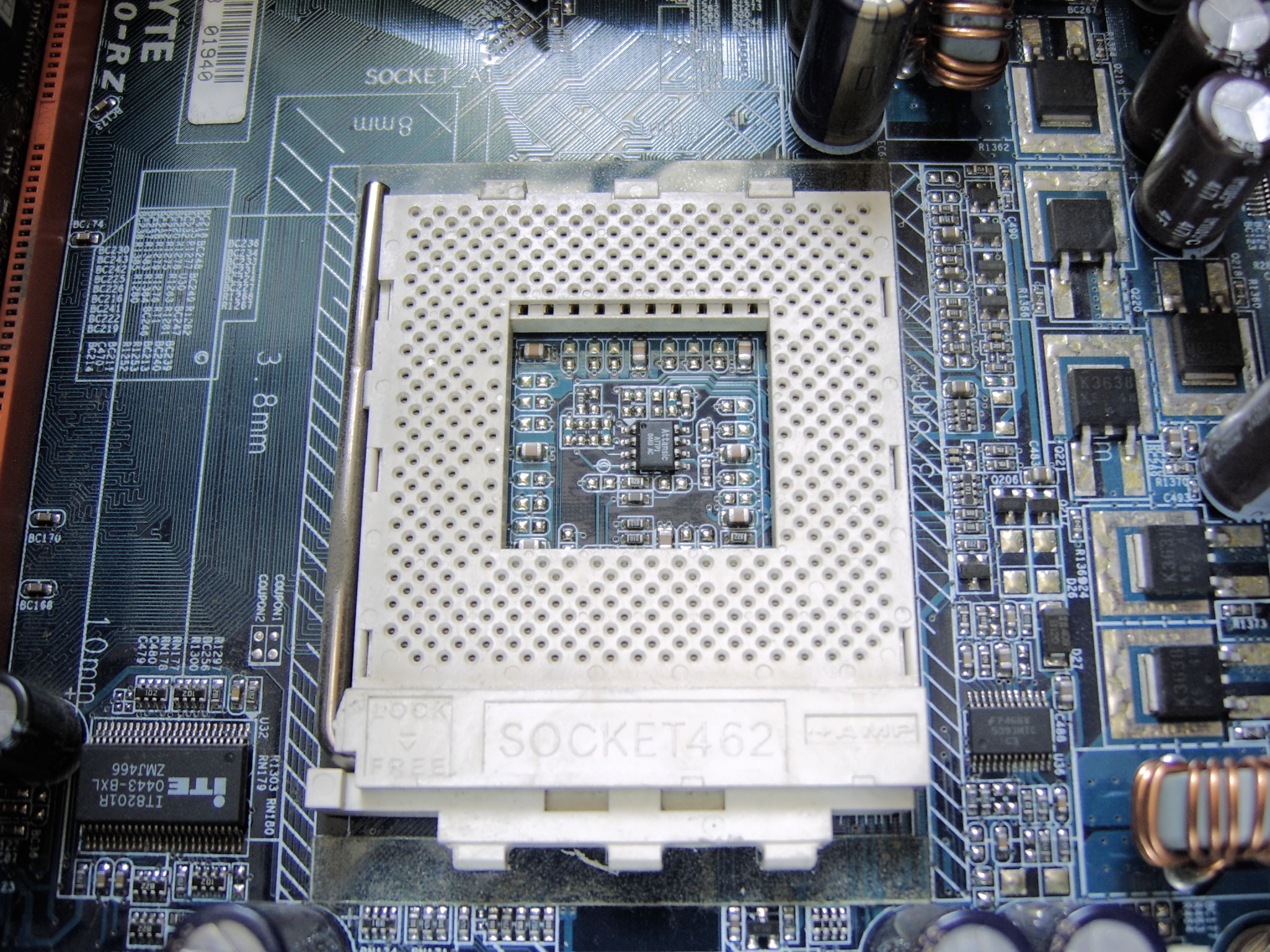
Gniazdo procesora typu Socket A na płycie głównej Gigabyte GA-7VT880-RZ

Gniazdo procesora (ang. CPU socket lub CPU slot) – rodzaj złącza znajdującego się na płycie głównej; pełni ono rolę interfejsu pomiędzy procesorem a pozostałymi elementami systemu komputerowego, umożliwiając jego współpracę z systemem za pośrednictwem odpowiednich magistrali i układów znajdujących się na płycie głównej.
Na każdej płycie głównej znajduje się przynajmniej jedno takie gniazdo; determinuje ono rodzaj procesora, jaki jest przez nią obsługiwany.
Producenci wyposażają swoje płyty w różne wersje gniazd umożliwiających zastosowanie jednego z dostępnych procesorów, przy czym rodzaj procesora często zależy również od zainstalowanego na płycie chipsetu. Dla procesorów Pentium i jego poprzedników stosowano jednakowe podstawki, jednak począwszy od procesora Pentium II, zaczęto projektować inne, zależnie od producenta.
Typ gniazda dla procesora musi być zgodny z określonym procesorem. Dla danego typu gniazda charakterystyczny jest kształt, napięcie rdzenia, prędkość magistrali systemowej oraz inne cechy. Na przykład Slot 1 – Celeron, Pentium II, Pentium III.
W pierwszych płytach głównych procesory były wlutowane, ale z powodu coraz większej oferty procesorów i ich nieustannie zmieniającej się budowy pojawiły się gniazda, które umożliwiły dopasowanie budowy płyty oraz jej możliwości do potrzeb danego użytkownika. W efekcie użytkownik chcąc wymienić procesor na procesor innej firmy, musi wymieniać całą płytę główną.
Najczęściej obecnie spotykanym gniazdem montowanym na płytach głównych jest gniazdo typu ZIF. Gniazda te umożliwiają łatwą instalację procesora bez użycia siły, wyposażone są bowiem w małą dźwigienkę, służącą do zaciskania lub poluzowania znajdującego się w gnieździe procesora. Mikroprocesory posiadają piny, dzięki którym mogą zostać zamontowywane w gnieździe. Należy bardzo uważać przy umieszczaniu mikroprocesora w podstawce, gdyż zgięcie wyprowadzeń może trwale uszkodzić mikroprocesor.

## Podział gniazd
- slot – wyglądem przypomina sloty ISA, PCI i AGP.
- socket – poziomo położona prostokątna płytka, zawierająca otwory na piny procesora lub piny, na które wkłada się procesor.
- Powstało wiele innych rodzajów gniazd, które obecnie nie są już stosowane.

## Gniazda AMD

### Slot
- Slot A – AMD Athlon

### PGA
- Socket S1 – gniazdo na platformy mobilne, z obsługą dual channel DDR2-SDRAM
- Socket 5 – AMD K5
- Socket 7 – AMD K6
- Super Socket 7 – AMD K6-2, AMD K6-III
- Socket 462 (zwany także Socket A) – AMD Athlon, Duron, Athlon XP, Athlon XP-M, Athlon MP, i Sempron
- Socket 463 (zwany także Socket NexGen) – NexGen Nx586
- Socket 563 – AMD Athlon XP-M (µ-PGA Socket)
- Socket 754 – AMD Athlon 64, Sempron, Turion 64. Obsługa pojedynczego kanału pamięci DDR-SDRAM, tzw. single-channel
- Socket 939 – AMD Athlon 64, Athlon 64 FX, Athlon 64 X2, Sempron, Turion 64, Opteron (seria 100). Obsługa podwójnego kanału pamięci DDR-SDRAM, tzw. dual channel
- Socket 940 – AMD Opteron (seria 100, 200, 800), Athlon 64 FX. Obsługa podwójnego kanału pamięci DDR-SDRAM, tzw. dual channel
- Socket AM2 – AMD Athlon 64 FX, Athlon 64 X2, Sempron, Turion 64, Opteron (seria 100). Obsługa dual channel DDR2-SDRAM. Posiada 940 pinów
- Socket AM2+ – AMD Athlon, Phenom, Sempron, Phenom II. Obsługa dual channel DDR2-SDRAM, oraz Obsługa dual channel DDR3-SDRAM i HyperTransport 3 z mniejszym zapotrzebowaniem na energię. Posiada 940 pinów
- Socket AM3 – gniazdo pod procesor AMD, charakteryzujący się obsługą dual channel DDR3-SDRAM, oraz HyperTransport – Phenom II, Athlon II, Sempron
- Socket FM1 – gniazdo pod procesor AMD Vision z nowej serii APU, wykonany w 32nm procesie produkcyjnym, zintegrowana karta graficzna. Technologia x86. AMD Llano
- Socket FM2+ – Gniazdo pod procesory AMD A6, A8, A10 z zintegrowanymi układami Radeon
- Socket AM3+ – gniazdo umożliwiające instalacje procesorów z architektury Bulldozer
- Socket AM4 – gniazdo dla konsumenckich procesorów Ryzen oraz Athlon, jak też dla niektórych APU A-Series i CPU Athlon X4 (Bristol Ridge na mikroarchitekturze Excavator)

### LGA
- Socket F (zwane także Socket 1207) – wspiera procesory AMD Opteron (serie 200 i 800). Zastąpił Socket 940. Obsługa dual channel DDR2-SDRAM
- Socket SP3 – gniazdo dla serwerowych procesorów Epyc
- Socket TR4 – gniazdo dla 1. i 2. generacji procesorów Ryzen Threadripper
- Socket sTRX4 – gniazdo dla 3. i późniejszych generacji procesorów Ryzen Threadripper
- Socket AM5 - gniazdo dla procesorów Ryzen 7000, 8000, 9000

## Gniazda Intela

### Slot
- Slot 1 – Intel Celeron, Pentium II, Pentium III
- Slot 2 – Intel Pentium II Xeon, Pentium III Xeon

### PGA
- 40 pin – Intel 8086, Intel 8088
- 68 pin – Intel 80186, Intel 80286, Intel 80386
- Socket 1 – 80486
- Socket 2 – 80486
- Socket 3 – 80486 (3.3 V i 5 V)
- Socket 4 – Intel Pentium 60/66 MHz
- Socket 5 – Intel Pentium 75-133 MHz
- Socket 7 – Intel Pentium, Pentium MMX
- Socket 8 – Intel Pentium Pro
- Socket 370 – Intel Pentium III, Celeron; Cyrix III; VIA C3
- Socket 423 – Intel Pentium 4 z jądrem Willamette
- Socket 478 – Intel Pentium 4, Celeron, Pentium 4 Extreme Edition, Pentium M
- Socket 479 – Intel Pentium M i Celeron M
- Socket 437 – Intel Atom
- Micro-FCBGA – Intel Mobile Celeron, Core 2 Duo (mobile), Core Duo, Core Solo, Celeron M, Pentium III (mobile), Mobile Celeron
- Socket 603 – Intel Xeon
- Socket 604 – Intel Xeon
- PAC418 – Intel Itanium
- PAC611 – Intel Itanium 2

### LGA
- LGA 775 (zwane także Socket 775 lub Socket T) – Intel Pentium 4, Pentium D, Celeron D, Pentium Extreme Edition, Core 2 Duo, Core 2 Extreme, Celeron, Xeon seria 3000, Core 2 Quad
- LGA 771 (zwane także Socket 771 lub Socket J) – Intel Xeon
- LGA 1366 (zwane także Socket 1366 lub Socket B) – Intel Core i7
- LGA 1156 (zwane także Socket 1156 lub Socket H) – Intel Core i7, Core i5, Core i3, Xeon, Pentium, Celeron
- LGA 1155 (zwane także Socket 1155 lub Socket H2) – Intel Sandy Bridge, Ivy Bridge
- LGA 1150 (zwane także Socket 1150 lub Socket H3) – Intel Haswell, Broadwell
- LGA 2011 (zwane także Socket 2011 lub Socket R) – Intel Core i7 (Sandy Bridge-E, Ivy-Bridge-E)
- LGA 1151 (zwane także Socket 1151 lub Socket H4) – Intel Skylake, Kaby Lake
- LGA 1200 - procesory Intel Comet Lake i Rocket Lake
- LGA 1700 - gniazdo typu flip-chip typu Land Grid Array (LGA) o zerowej sile wkładania
- LGA 1851 -  Intel Core Ultra (Arrow Lake)

## Tabela porównawcza gniazd procesorów rodziny 80x86
| Nazwa gniazda             | Data wprowadzenia    | Zakończenie produkcji | Obsługiwane rodziny procesorów | Dla komputerów klasy | Obudowa | Liczba pinów    | Rozstaw pinów   | Prędkość magistrali | Uwagi |
| ------------------------- | -------------------- | --------------------- | --- | -------------------- | ------- | --------------- | --------------- | --- | --- |
| DIP                       | 1970s                | Nadal dostępne        | Intel 8086 Intel 8088 |                      | DIP     | 40              | 2.54mm          | 5/10 MHz | |
| PLCC                      | ?                    | Nadal dostępne        | Intel 80186 Intel 80286 Intel 80386 |                      | PLCC    | 68, 132         | 1.27mm          | 6–40 MHz | |
| Socket 1                  | 1989                 | ?                     | Intel 80486 |                      | PGA     | 169             | ?               | 16–50 MHz | |
| Socket 2                  | ?                    | ?                     | Intel 80486 |                      | PGA     | 238             | ?               | 16–50 MHz | |
| Socket 3                  | 1991                 | ?                     | Intel 80486 |                      | PGA     | 237             | ?               | 16–50 MHz | |
| Socket 4                  | 2008                 | ?                     | Intel Pentium |                      | PGA     | 273             | ?               | 60–66 MHz | |
| Socket 5                  | 1990                 | ?                     | Intel Pentium AMD K5 IDT WinChip C6 IDT WinChip 2 |                      | PGA     | 320             | ?               | 50–66 MHz | |
| Socket 6                  | ?                    | ?                     | Intel 80486 |                      | PGA     | 235             | ?               | ? | Zaprojektowana lecz nigdy nie została użyta |
| Socket 7                  | 1994                 | ?                     | Intel Pentium Intel Pentium MMX AMD K6 |                      | PGA     | 321             | ?               | 50–66 MHz | |
| Super Socket 7            | 1998                 | ?                     | AMD K6-2 AMD K6-III Rise mP6 Cyrix MII |                      | PGA     | 321             | ?               | 66–100 MHz | |
| Socket 8                  | 1995                 | ?                     | Intel Pentium Pro |                      | PGA     | 387             | ?               | 60–66 MHz | |
| Slot 1                    | 1997                 | ?                     | Intel Pentium II Intel Pentium III |                      | Slot    | 242             | ?               | 66–133 MHz | Celeron (Covington, Mendocino) Pentium II (Klamath, Deschutes) Pentium III (Katmai)- wszystkie wersje Pentium III (Coppermine)                                                                              |
| Slot 2                    | 1998                 | ?                     | Intel Pentium II Xeon |                      | Slot    | 330             | ?               | 100–133 MHz | |
| Socket 463/ Socket NexGen | ?                    | ?                     | NexGen Nx586 |                      | PGA     | 463             | ?               | ? | |
| Socket 587                | ?                    | ?                     | Alpha 21164A |                      | Slot    | 587             | ?               | ? | |
| Slot A                    | 1999                 | ?                     | AMD Athlon |                      | Slot    | 242             | ?               | 100 MHz | |
| Slot B                    | ?                    | ?                     | Alpha 21264 |                      | Slot    | 587             | ?               | ? | |
| Socket 370                | 1999                 | ?                     | Intel Pentium III Intel Celeron VIA Cyrix III VIA C3 |                      | PGA     | 370             | 1.27mm          | 66–133 MHz | |
| Socket 462/ Socket A      | 2000                 | ?                     | AMD Athlon AMD Duron AMD Athlon XP AMD Athlon XP-M AMD Athlon MP AMD Sempron                                                                                               | Desktop              | PGA     | 462             | ?               | 100–200 MHz Jest to magistrala o podwójnej przepustowości wynoszącej 400 MT/s (megatransfery/sekundę) FSB w późniejszych modelach | |
| Socket 423                | 2000                 | ?                     | Intel Pentium 4 |                      | PGA     | 423             | 1mm             | 400 MT/s (100 MHz) | Tylko jądra Willamette |
| Socket 478/ Socket N      | 2000                 | ~2007                 | Intel Pentium 4 Intel Celeron Intel Pentium 4 EE Intel Pentium 4 M |                      | PGA     | 478             | 1.27mm          | 400–800 MT/s (100–200 MHz) | |
| Socket 495                | 2000                 | ?                     | Intel Celeron |                      | PGA     | 495             | 1.27mm          | ? | |
| PAC418                    | 2001                 | ?                     | Intel Itanium |                      | PGA     | 418             | ?               | 133 MHz | |
| Socket 603                | 2001                 | ?                     | Intel Xeon |                      | PGA     | 603             | 1.27mm          | 400–533 MT/s (100–133 MHz) | |
| PAC611                    | 2002                 | ?                     | Intel Itanium 2 HP PA-8800, PA-8900 |                      | PGA     | 611             | ?               | ? | |
| Socket 604                | 2002                 | ?                     | Intel Xeon |                      | PGA     | 604             | 1.27mm          | 400–1066 MT/s (100–266 MHz) | |
| Socket 754                | 2003                 | ?                     | AMD Athlon 64 AMD Sempron AMD Turion 64 |                      | PGA     | 754             | 1.27mm          | 200–800 MHz | |
| Socket 940                | 2003                 | ?                     | AMD Opteron Athlon 64 FX |                      | PGA     | 940             | 1.27mm          | 200–1000 MHz | |
| Socket 479                | 2003                 | ?                     | Intel Pentium M Intel Celeron M |                      | PGA     | 479             | ?               | 400–533 MT/s (100–133 MHz) | |
| Socket 939                | 2004                 | 11/2008               | AMD Athlon 64 AMD Athlon 64 FX AMD Athlon 64 X2 AMD Opteron | Desktop              | PGA     | 939             | 1.27mm          | 200–1000 MHz | Wspiera CPU Athlon 64 FX do 1 GHz Wspiera CPU Opteron z ograniczeniem do serii 100 |
| LGA 775/ Socket T         | 2004                 | ?                     | Intel Pentium 4 Intel Pentium D Intel Celeron Intel Celeron D Intel Pentium XE Intel Core 2 Duo Intel Core 2 Quad Intel Xeon                                               | Desktop              | LGA     | 775             | 1.09mm x 1.17mm | 1600 MHz | |
| Socket 563                | ?                    | ?                     | AMD Athlon XP-M |                      | PGA     | 563             | ?               | ? | |
| Socket M                  | 2006                 | ?                     | Intel Core Solo Intel Core Duo Intel Dual-Core Xeon Intel Core 2 Duo | Notebook             | PGA     | 478             | ?               | 533–667 MT/s (133–166 MHz) | Zastąpiła Socket 479 |
| LGA 771/ Socket J         | 2006                 | ?                     | Intel Xeon | Serwer               | LGA     | 771             | 1.09mm x 1.17mm | 1600 MHz | |
| Socket S1                 | 2006                 | ?                     | AMD Turion 64 X2 |                      | PGA     | 638             | 1.27mm          | 200–800 MHz | |
| Socket AM2                | 2006                 | ?                     | AMD Athlon 64 AMD Athlon 64 X2 |                      | PGA     | 940             | 1.27mm          | 200–1000 MHz | Zastąpiła Socket 754 oraz Socket 939 |
| Socket F                  | 2006                 | ?                     | AMD Athlon 64 FX AMD Opteron |                      | LGA     | 1207            | 1.1mm           | ? | Zastąpiła Socket 940 |
| Socket AM2+               | 2007                 | ?                     | AMD Athlon 64 AMD Athlon X2 AMD Phenom AMD Phenom II |                      | PGA     | 940             | 1.27mm          | 200–2600 MHz | Rozdzielone płaszczyzny zasilania Zastąpiła Socket AM2 Procesory AM2+ mogą pracować w gnieździe Socket AM2 z ograniczoną częstotliwością pracy szyny HT Procesory AM2 mogą pracować w podstawce Socket AM2+ |
| Socket P                  | 2007                 | ?                     | Intel Core 2 | Notebook             | PGA     | 478             |                 | 533–1066 MT/s (133–266 MHz) | Zastąpiła Socket M |
| Socket 441                | 2008                 | ?                     | Intel Atom | Sub-notebook         | PGA     | 441             | ?               | 400–667 MHz | |
| LGA 1366/ Socket B        | 2008                 | ?                     | Intel Core i7 (serie 900) Intel Xeon (serie 35xx, 36xx, 55xx, 56xx) | Serwer               | LGA     | 1366            |                 | 4.8-6.4 GT/s | Zastąpiła Socket J (LGA 771) w układach podstawowych. |
| rPGA 988A/ Socket G1      | 2008                 | ?                     | Intel Core i7 (serie 600, 700, 800, 900) Intel Core i5 (serie 400, 500) Intel Core i3 (serie 300) Intel Pentium (seria P6000) Intel Celeron (seria P4000)                  | Notebook             | rPGA    | 988             | 1mm             | 2.5GT/s, 4.8GT/s | |
| Socket AM3                | 2009                 | ?                     | AMD Phenom II AMD Athlon II AMD Sempron |                      | PGA     | 941 lub 940     | 1.27mm          | 200–3200 MHz | Rozdzielone płaszczyzny zasilania Zastąpiła Socket AM2+ Procesory AM3 mogą pracować w gnieździe Socket AM2/AM2+ Tylko Sempron 140                                                                           |
| LGA 1156/ Socket H        | 2009                 | 2012                  | Intel Core i7 (seria 800) Intel Core i5 (serie 700, 600) Intel Core i3 (seria 500) Intel Xeon (serie X3400, L3400) Intel Pentium (seria G6000) Intel Celeron (seria G1000) | Desktop              | LGA     | 1156            | ?               | 2.5 GT/s | Magistrala DMI jest (prawdopodobnie zmodyfikowanym) interfejsem PCI-E x4 v1.1 |
| Socket G34                | 2010                 | ?                     | AMD Opteron (seria 6000) |                      | LGA     | 1974            | ?               | 200–3200 MHz | Zastąpiła Socket F |
| Socket C32                | 2010                 | ?                     | AMD Opteron (seria 4000) |                      | LGA     | 1207            | ?               | 200–3200 MHz | Zastąpiła Socket F, Socket AM3 |
| LGA 1248                  | 2010                 | ?                     | Intel Intel Itanium 9300-series | Serwer               | LGA     | 1248            | ?               | 4.8 GT/s | |
| LGA 1567                  | 2010                 | ?                     | Intel Intel Xeon 6500/7500-series | Serwer               | LGA     | 1567            | ?               | 4.8-6.4 GT/s | |
| LGA 1155/ Socket H2       | 2011/Q1 2011.01.09   | ?                     | Intel Sandy Bridge Intel Ivy Bridge | Desktop              | LGA     | 1155            | ?               | 5.7, GT/s | Sandy Bridge obsługuje 20 linii PCI-E 2.0. Ivy Bridge obsługuje 40 linii PCI-E 3.0. |
| LGA 2011/ Socket R        | 2011/Q3 (2011.11.14) | ?                     | Intel Sandy Bridge-E Intel Ivy Bridge-E | Desktop Serwer       | LGA     | 2011            | ?               | 4.8-6.4 GT/s | Sandy Bridge obsługuje 20 linii PCI-E 2.0. Ivy Bridge obsługuje 40 linii PCI-E 3.0. |
| rPGA 988B/ Socket G2      | 2011                 | ?                     | Intel Core i7 (serie 2000, 3000) Intel Core i5 (serie 2000, 3000 series) Intel Core i3 (serie 2000, 3000)                                                                  | Notebook             | rPGA    | 988             | 1mm             | 2.5GT/s, 4.8GT/s | |
| Socket FM1                | 2011                 | ?                     | AMD Llano | Desktop              | PGA     | 905             | 1.27mm          | | Używana w modelach APU pierwszej generacji |
| Socket AM3+               | 2011                 | ?                     | AMD FX Vishera AMD FX Zambezi AMD Phenom II AMD Athlon II AMD Sempron | Desktop              | PGA     | 942 (CPU 71pin) | 1.27mm          | | |
| Socket FM2                | 2012                 | ?                     | AMD Trinity | Desktop              | PGA     | 904             | 1.27mm          | | Używana w modelach APU drugiej generacji |
| LGA 1150/ Socket H3       | 2013/Q2 (2013.06.02) | ?                     | Intel Haswell Intel Broadwell | Desktop              | LGA     | 1150            | ?               | | |
| Socket G3/ Socket G3      | 2013/Q2              | ?                     | Intel Haswell Intel Broadwell | Notebook             | rPGA    | 889             | ?               | | |